# Gerard Vianen
Gerard Vianen (Kockengen, 9 februari 1944 – 10 december 2014) was een Nederlands wielrenner.
Hij was beroepsrenner van 1967 tot 1977 en werd vooral bekend als meesterknecht van Raymond Poulidor en Joop Zoetemelk. 
Vianen overleed in 2014 op 70-jarige leeftijd aan leukemie. 
Vanaf 2015 wordt elk jaar op Hemelvaartsdag de Gerard Vianen Classic georganiseerd. Een wielertocht door het groene hart ter ere van Gerard Vianen.

## Belangrijkste overwinningen
1966
Ronde van Overijssel
1967
Kampioenschap van Vlaanderen-Koolskamp
1970
7e etappe Ronde van Zwitserland
Proloog Parijs-Nice
1971
Genua-Nice
10e etappe Ronde van Spanje
5e etappe Parijs-Nice
1972
2e en 15e etappe Ronde van Spanje
1e etappe Ruta del Sol
1974
20e etappe Ronde van Frankrijk
1e etappe Ronde van de Aude
1975
Ronde van Midden-Zeeland
2e etappe Ronde van Nederland

## Resultaten in voornaamste wedstrijden
| Jaar | Ronde van Italië | Ronde van Frankrijk | Ronde van Spanje |
| ---- | ---------------- | ------------------- | ---------------- |
| 1967 |                  |                     |                  |
| 1968 |                  | buiten tijd         |                  |
| 1969 |                  |                     |                  |
| 1970 |                  | 47e                 |                  |
| 1971 |                  | opgave              | 49e (1)          |
| 1972 |                  | 71e                 | 36e (2)          |
| 1973 |                  | 59e                 |                  |
| 1974 |                  | 56e (1)             |                  |
| 1975 |                  | 66e                 |                  |
| 1976 |                  | 76e                 |                  |

| Jaar | Ronde van Vlaanderen | Parijs-Roubaix | Amstel Gold Race | Luik-Bast.‑Luik | Gent-Wevelgem | Waalse Pijl |
| ---- | -------------------- | -------------- | ---------------- | --------------- | ------------- | ----------- |
| 1967 |                      | 60e            | 11e              |                 | 44e           |             |
| 1968 | 37e                  |                |                  | 34e             | 43e           |             |
| 1969 |                      |                | 8e               |                 | 15e           |             |
| 1970 |                      | 17e            | 24e              |                 |               | 13e         |
| 1971 | 27e                  |                | 7e               |                 | 18e           |             |
| 1972 |                      | 31e            | 4e               |                 |               |             |
| 1973 |                      |                | 27e              |                 |               | 55e         |
| 1974 |                      |                | 6e               |                 |               |             |
| 1975 |                      | 33e            |                  |                 |               |             |
| 1976 |                      |                |                  |                 | 57e           |             |